# ペドロ・デ・アルバラード

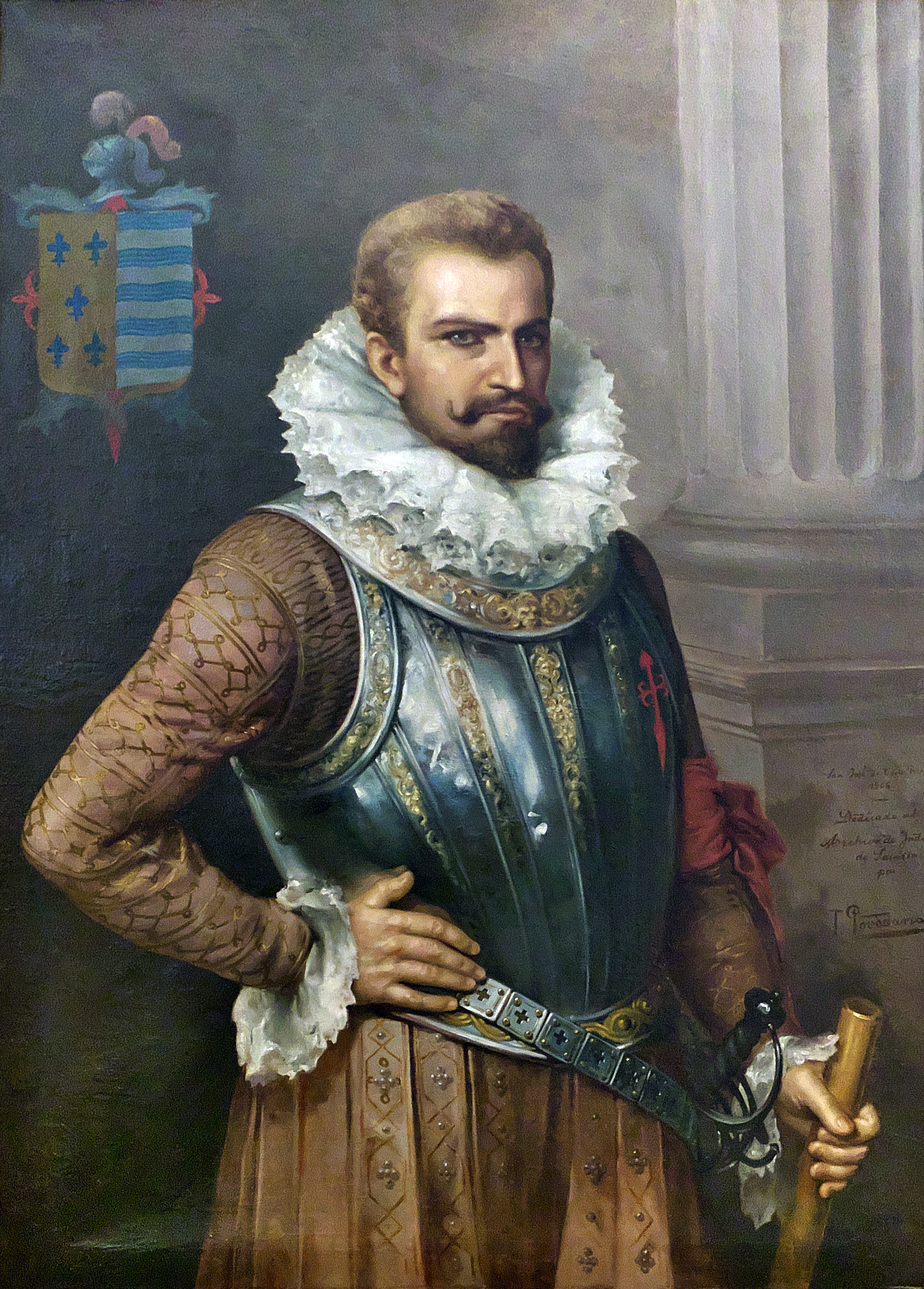
ペドロ・デ・アルバラード

ペドロ・デ・アルバラード・イ・コントレーラス（Pedro de Alvarado y Contreras、1485年 - 1541年7月4日）は、スペインの探検家、コンキスタドール。エルナン・コルテスの右腕として活躍し1524年にグアテマラを征服した。彼は、生前から先住民に対してとった残酷な行為、富に対する執念が語られることが多かった。

## 生涯
スペインのエストレマドゥーラ地方バダホスの下級貴族の家に生まれる。大西洋を渡りキューバ島征服、ユカタン半島探索隊へ参加し1518年にコルテスの遠征隊に合流。道中のトラスカラの地で首長の娘を与えられその事によりその地の人々も遠征隊に加わった。
アステカに到着後の1520年5月初めコルテスはアルバラードに兵120を託してテノチティトランに残し、自らは海岸地方へと向かった。まもなくテノチティトランでは祭典に興じるアステカ人を見て、恐怖に駆られたスペイン人残留部隊が大虐殺を行ってしまう。それに激怒したアステカ人たちが一斉に武装蜂起したため、アルバラードたちは宮殿に包囲されてしまった。急遽テノチティトランに引き返して篭城中のアルバラードたちと合流したコルテスは停戦しようとしたが、アステカ人たちは攻撃を続けた。やむなく首都撤退を決断して辛うじて追撃を振り切って逃げ延びることが出来た。この惨劇は後に、「悲しき夜」と呼ばれることになる。その後、アルバラードたちは反撃を開始し激しい攻防戦によってテノチティトランは廃墟になった。
1523年に南の地方を探るため遠征に出発。砲4門、騎兵135、歩兵300など420名のスペイン人とトラスカラ人同盟軍をひきいてグアテマラ太平洋岸に上陸、高地へ向けて侵入を開始して先住民の王国を打ち破りながら1524年にはグアテマラを征服した。1524年にはクスカトラン王国（現エルサルバドル）に侵入し（アカフトラの戦い）、1525年にはピチウアテオカン（現サンタアナ）、アウアチャパンを制圧。ソンソナテおよびスチトト近郊ベルムーダ（現サンサルバドル）の2市を建設した。
1526年にメキシコのアウディエンシアで彼のグアテマラ専断に関して批判が高まる。アルバラードは政界工作のため本国に戻り、翌年グアテマラ総督に任命され帰国すると征服直後から発生していた反乱を3年にわたり鎮圧する。
1530年には太平洋の探検を企て、太平洋岸の港で造船を開始するが資材を運ぶために先住民に過酷な労働を押し付けた。しかし1534年にペルー遠征に出かけ失敗してホンジュラスへと向かいそこからスペインへ再び渡航した。ホンジュラスの利権に絡み王室に工作、ホンデュラスのグアテマラ編入を認めさせ1539年に帰還した。
それからまもなく、モルッカ諸島を目指し航海に出る。途中立ち寄ったメキシコで、ヌエバ・ガリシアの先住民の反乱鎮圧を要請され予定を変更してグアダラハラに向かうが、1541年、戦闘に敗れ、退却中に落馬事故死した。

## 関連作品
- 『グアテマラを知るための65章』　桜井三枝子(編著)　明石書店
- Díaz del Castillo, Bernal (1963) [1632]. The Conquest of New Spain. Penguin Classics. translated by J. M. Cohen (6th printing [1973] ed.). Harmondsworth, England: Penguin Books. ISBN 0-14-044123-9. OCLC 162351797